# Tragocephala jucunda
Tragocephala jucunda là một loài bọ cánh cứng trong họ Cerambycidae.